# Grand Theft Auto IV
Grand Theft Auto IV (również: GTA IV, GTA 4) – przygodowa gra akcji wyprodukowana przez Rockstar North i wydana przez Rockstar Games. Jest to dziewiąta część serii gier Grand Theft Auto. Została wydana 29 kwietnia 2008 roku na konsole PlayStation 3 i Xbox 360. Początkowo gra w wersji na komputery osobiste miała zostać wydana 18 listopada w USA i 21 listopada w Europie. Wersja konsolowa miała ukazać się jeszcze wcześniej, bo w październiku 2007 roku, jednak serwis IGN poinformował o przełożeniu wydania wersji PC na 2 grudnia z powodu opóźnień w produkcji. Do czasu konferencji prasowej na Electronic Entertainment Expo w 2006 roku wiadomo było jedynie, że Grand Theft Auto IV będzie dostępne na konsolę PlayStation 3, a Rockstar zaoferuje dodatkową zawartość w wersji na Xboksa 360. Po konferencji prasowej właściciel Rockstar Games, Take-Two Interactive, oświadczył, że Grand Theft Auto IV będzie równocześnie dostępne na konsole PlayStation 3, Xbox 360. Po kilku miesiącach od wydania, oświadczono o pojawieniu się gry na PC w listopadzie 2008 roku. W lutym 2017 roku gra pojawiła się we wstecznej kompatybilności na konsoli Xbox One.
GTA IV działa na autorskim silniku RAGE.
Gra, podobnie jak poprzednie odsłony serii, często przywoływana była przez linię obrony osób oskarżonych o ciężkie zbrodnie jako źródło inspiracji dla przestępcy. Jednym z najgłośniejszych takich przypadków była sprawa tajlandzkiego mordercy taksówkarza.
Ogólna liczba sprzedanych egzemplarzy w czerwcu 2010 roku na wszystkie platformy wyniosła 17 milionów, natomiast w lipcu 2013 roku osiągnęła 25 milionów.

## Fabuła
Głównym bohaterem gry jest Niko Bellic, weteran wojenny z Jugosławii. Przyjeżdża do Ameryki zachęcony listami od swojego kuzyna Romana, który opowiada mu w nich o „amerykańskim śnie”. Na miejscu okazuje się, że Roman nie jest wcale milionerem, tylko właścicielem upadającej firmy taksówkarskiej.
Roman staje się pierwszym zleceniodawcą głównego bohatera i zapoznaje go z lokalnym półświatkiem przestępczym. W miarę postępu gracz poznaje nowe postacie, które zazwyczaj mają dla niego jakieś zlecenie. Może kontaktować się z nimi zarówno osobiście, jak i za pośrednictwem telefonu komórkowego (za jego pomocą uruchamiany jest również tryb gry wieloosobowej), a z niektórymi z nich zawierać przyjaźnie. Akcja gry rozwija się w zależności od podejmowanych decyzji i kolejności wykonywania otrzymanych zadań. Pozwala to graczowi wpływać na bieg aktualnych zdarzeń oraz zachęca go do ponownego rozpoczęcia zabawy z innym przebiegiem fabuły.
Wykonując konkretne zadania (misje), należy najpierw dotrzeć do celu zaznaczonego na mapie miasta. Trasę można pokonać pieszo, taksówkami, bądź skradzionym pojazdem, wśród których znajdują się m.in. motocykle oraz samochody ciężarowe bądź osobowe. Tradycyjnie w czasie jazdy jest możliwość słuchania wybranej przez siebie stacji radiowej, emitującej licencjonowane utwory muzyczne. Jedną z zaimplementowanych rozgłośni prowadzi Lazlow, znany z wcześniejszych odsłon serii. Po dotarciu na wyznaczone miejsce niejednokrotnie trzeba zmierzyć się z licznymi oponentami – w tym celu można skorzystać z zaoferowanego arsenału broni (m.in. pistolety i różnego rodzaju karabiny).

## Rozgrywka
Grand Theft Auto IV to przygodowa gra akcji w świecie obserwowanym z perspektywy trzeciej osoby. Aby poznać dalszą część fabuły, gracze wykonują misje – scenariusze z ustalonymi celami. Czasem do dyspozycji jest jednocześnie kilka misji, ponieważ niektóre z nich wymagają oczekiwania na dalsze instrukcje i ukończenia innych zadań. Poza misjami głównymi gracze mogą swobodnie poruszać się w otwartym świecie gry i wykonywać opcjonalne zadania poboczne. Świat składający się z fikcyjnego miasta Liberty City ma większą powierzchnię niż w większości poprzednich części serii. Na początku gry, gracz ma dostęp tylko do trzech dzielnic: Dukes, Broker i Bohan – pozostałe 2 zostaną odblokowane wraz z postępem fabuły.
Aby zwalczać przeciwników gracze mogą korzystać z walki wręcz, broni palnej i ładunków wybuchowych. Przemierzać świat gry można na pieszo, pływając lub z pomocą pojazdu. W czasie prowadzenia auta dostępna jest opcja korzystania z perspektywy pierwszej osoby. W walce wspomagać nas może system przywierania do osłon i automatycznego celowania. Po utracie zdrowia gracz może je odzyskać jedząc, używając apteczek lub wzywając ratowników medycznych. Jeśli gracz popełni przestępstwo, siły porządkowe mogą odpowiedzieć na jego działania, co zostanie zasygnalizowane na ekranie, wyświetlające się gwiazdki (maksymalnie sześć) informują o tym jak wiele sił ściga gracza i jak agresywna będzie wobec niego policja. Gdy gracz opuści teren poszukiwań i będzie unikał wzroku funkcjonariuszy, zainteresowanie policji z czasem spadnie i zniknie.
System osłon pozwala graczowi poruszać się między osłonami, strzelać na oślep i celować w wybranego przeciwnika. Poszczególne części ciała wroga również da się namierzyć. Walka wręcz umożliwia dodatkowe ruchy, takie jak uniki, bloki, rozbrojenie i kontrataki. Kamizelka kuloodporna może posłużyć do zaabsorbowania strzałów z broni palnej i wybuchów, ale zużywa się w tym procesie. Gdy poziom życia gracza spadnie do zera gra zatrzymuje się, a gracz odradza się w najbliższym szpitalu.
W trybie dla pojedynczego gracza gracz wciela się w pochodzącego ze wschodniej Europy weterana wojennego, Niko Bellica. Podczas historii Niko poznaje wiele osób, a z niektórymi z nich się zaprzyjaźnia. Postacie te mogą robić przysługi wobec Niko; na przykład jego kuzyn Roman, który posiada firmę taksówkarską, może wysłać mu taksówkę i zabrać w dowolne miejsce w mieście. W czasie gry gracze zetkną się z kilkoma dylematami moralnymi, wpływającymi na opowieść odpowiednio do wyborów gracza. Podczas swobodnego przemierzania świata gracze mogą wykonywać aktywności takie jak gra w kręgle lub rzutki. Przykładem innych aktywności pobocznych jest polowanie na przestępców i oglądanie telewizji. Posiada on telefon, którym może kontaktować się z przyjaciółmi i rozpoczynać aktywności. Można go też wykorzystać, by przenieść się do rozgrywki wieloosobowej i wpisywać kody ułatwiające rozgrywkę. Aby uzyskać dostęp do odpowiednika internetu wewnątrz gry, który pozwala Niko wysyłać i otrzymywać e-maile oraz umawiać się na randki z potencjalnymi dziewczynami należy skorzystać z kafejek internetowych rozlokowanych w mieście. W grze funkcjonuje również system metra pozwalający na szybkie podróżowanie.

### Tryby gry wieloosobowej
- Deathmatch – w tym trybie używa się jakiejkolwiek taktyki, by zabić swoich oponentów. Liberty City ograniczone jest do pewnego obszaru by gra była nieco szybsza[25]. Wygrywa ten, kto jako pierwszy zbierze określoną ilość pieniędzy lub będzie miał najwięcej po upływie czasu.
- Team Deathmatch – gracze pracują w grupach (od 2 do 8), by obrabować przeciwników z ich pieniędzy. By zwyciężyć należy uzbierać jak największą ilość gotówki z zabitych wrogów.
- Team Mafiya Work – gracz jest członkiem załogi wykonującej zlecenia dla mafii (np. eskorta czy kradzież samochodów). Musi pracować w grupie, by zdążyć wykonać zadanie przed upływem wyznaczonego czasu. Każde wykonane zadanie będzie wpływało na zysk drużyny. Ta, która uzbiera największą ilość pieniędzy wygrywa.
- Mafiya Work – informację o czekającej gracza robocie przekazuje graczowi boss Petrovic przez telefon. Podobnie jak w trybie dla drużyn zadania są różne. Jedne polegają na odebraniu rekruta z firmy, wyeliminowaniu „celu”, bądź odszukaniu go.
- Team Car Jack City – kolejna gra o pieniądze, tym razem jako członek grupy musisz kraść pojawiające się na mapie samochody. Otrzymujemy za nie pieniądze. Ich ilość zależy od stanu, w którym zostanie przywieziony wóz. Wyjątkiem są samochody wyładowane narkotykami, te niezależnie od stanu będą premiowały załogę dodatkową liczbą gotówki.
- Cops N Crooks – gra drużynowa (tu tylko 2), w której „Crooks” muszą przetransportować swego szefa w bezpieczne miejsce, gdy policja stara się go dopaść. Dla utrudnienia „Boss” będzie zaznaczony celownikiem, tak by nie mógł schować się przed policjantami. Jest również inny tryb o nazwie „One for All”, gdzie nie ma Szefa, a by zwyciężyć trzeba zabić wszystkich „Crooksów” zanim Ci dotrą do swego wozu.
- Turf War – ostatni z ujawnionych trybów, polega na zdobyciu jak największej ilości baz w przeciągu wyznaczonego czasu (jak poprzednio 2 drużyny). Im więcej graczy będzie przejmowało dany punkt, tym szybciej im się to uda. Liczba miejsc przejętych przez drużynę wpływa na ilość gotówki dostarczanej na jej konto. Ponownie wygrywa ta załoga, która uzyska największą ilość pieniędzy po upływie wyznaczonego czasu.
- Race – wyścig pomiędzy punktami kontrolnymi. Polega na dotarciu z punktu startu do mety. Gracze mają do dyspozycji kilka tras, ale istnieje też opcja „Free Race”, w którym nie ma ustalonej trasy – po prostu gracze muszą dostać się z jednego punktu miasta do drugiego jakim chce sposobem – skradzionym po drodze samochodem, motorem itd. Poza tym istnieje możliwość wyboru pojazdu i jeśli to możliwe, to również kolor. To, jakie pojazdy można wybrać zależy od ustalonego przez admina pokoju pojazdów – począwszy od eleganckich, sportowych i pojazdów służbowych typu karetka, a skończywszy na łodziach, motorach i helikopterach. Oczywiście wygrywa ten, kto dotrze pierwszy, jednakże gdy jest duża liczba zawodników np. piętnastu, to nagrody pieniężne rozdawane są pierwszym pięciu miejscom.
- GTA Race – oprócz samego ścigania się, dochodzi jeszcze tryb walki. Na trasie przejazdu gracze mogą znaleźć broń, której można użyć do wyeliminowania przeciwników.
- Hangmans NOOSE – szef mafii Petrovic nielegalnie wylądował na lotnisku Francis International w Liberty City. Ktoś wezwał NOOSE (odpowiednik SWAT-u), które wysłało małą armię na lotnisko, by zatrzymać Petrovica. Zadaniem drużyny mobsterów jest ochrona bossa i jego bezpieczny transport do kryjówki[26].
- Free Mode – dostajemy do dyspozycji całe miasto i można robić w nim, co się podoba.
- Bomb da Base II – naszym zadaniem jest zdobycie materiałów wybuchowych przewożonych w konwoju, a następnie dostanie się na statek i podłożenie dwóch bomb. Zanim bomby wybuchną musimy opuścić statek[27].
- Deal Breaker

W trybie gry wieloosobowej na platformach PlayStation 3 oraz Xbox 360 na jednej rozgrywce może grać jednocześnie 16 graczy. Z kolei w wersji na PC może grać maksymalnie 32 graczy.

## Wydanie gry

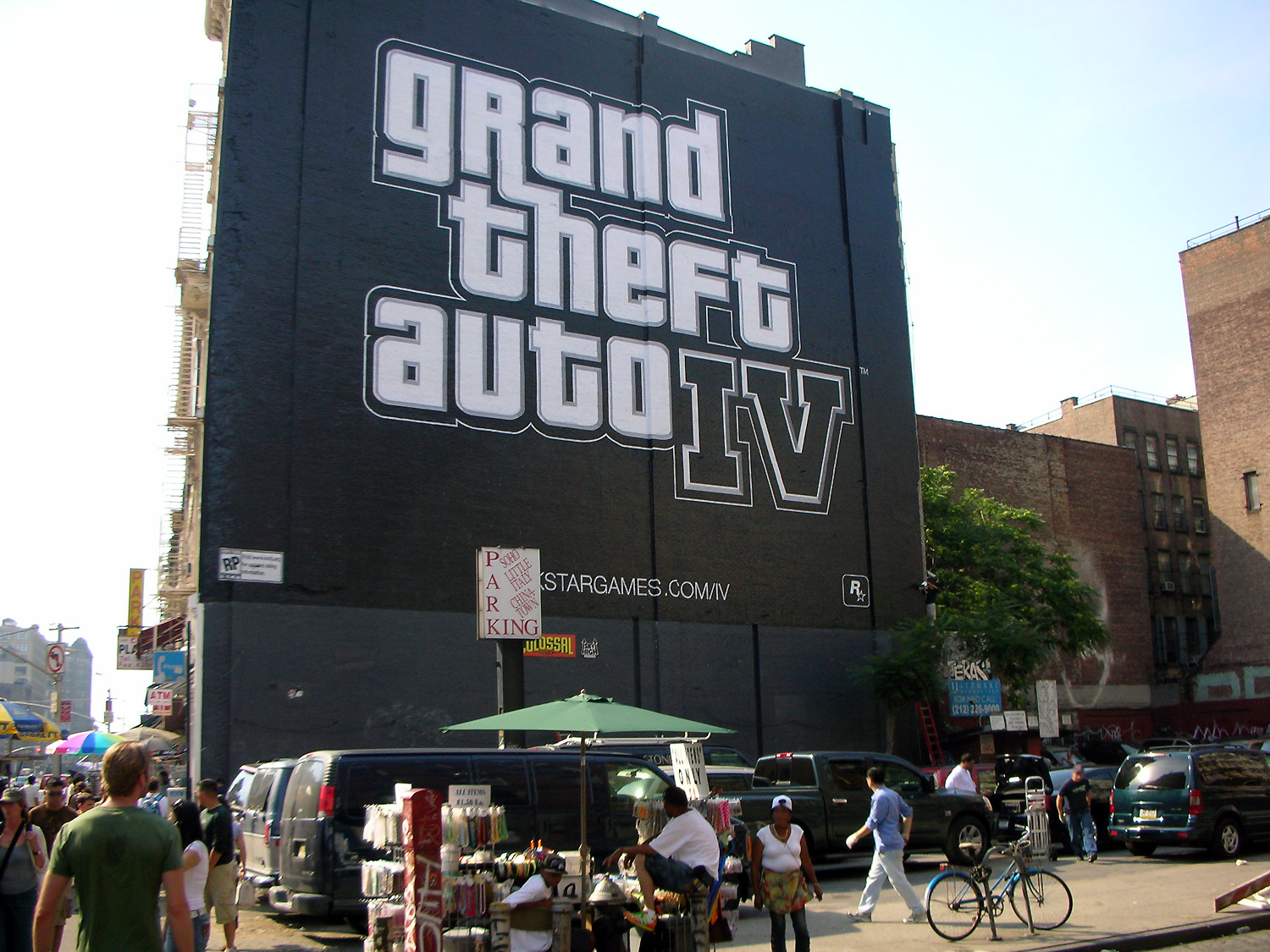
Mural gry namalowany na ścianie w mieście Nowy Jork

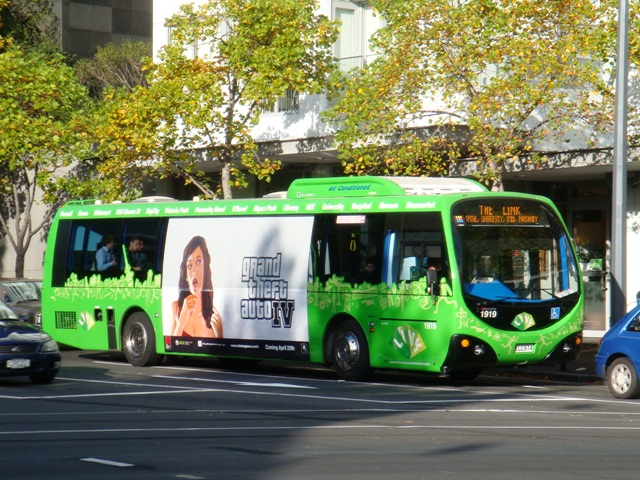
Reklama gry na autobusie w Auckland

### Zwiastuny
- Things Will Be Different – to pierwszy zwiastun promujący grę. Pojawił się 29 marca 2007 na oficjalnej stronie gry. Można na nim zobaczyć, że Liberty City to tak naprawdę odpowiednik Nowego Jorku. Zostały tu pokazane miejsca, które w dużym stopniu odwzorowują te prawdziwe znajdujące się w Nowym Jorku (np. Statua Wolności czy też plac Times Square).
- Looking For That Special Someone – kolejny, drugi już zwiastun został zaprezentowany 28 czerwca 2007. Jest to zwiastun, który ukazuje o wiele więcej szczegółów w stosunku do jego poprzednika.
- Move Up, Ladies, trzeci filmik udostępniony 6 grudnia 2007 i jest najdłuższym ze wszystkich czterech zwiastunów.
- Good Lord, What Are You Doing? (albo Everyone's a Rat) – czwarty, a zarazem ostatni zwiastun; zadebiutował na oficjalnej stronie gry 27 marca 2008.
- Piąty, niezapowiedziany zwiastun o nazwie Grand Theft Auto IV Official Trailer 5. Został opublikowany 26 kwietnia 2008 i trwa 1:05. Oprócz nowych scen, są w nim również te ze starych zwiastunów. Muzyka w tle filmiku to Vagabond (Liberty City Mix) grupy Greenskeepers.

### Edycja kolekcjonerska
Wersja specjalna Grand Theft Auto IV jest dostępna w sklepach od 29 kwietnia 2008. Metalowe pudełko wersji specjalnej zawiera, oprócz samej gry, książeczkę z ilustracjami, w tym te niepublikowane wcześniej, a także gadżety Rockstar Games – torbę i breloczek. Ponadto zawiera także płytę audio ze ścieżką dźwiękową z następującymi utworami:
- Soviet Connection [The Theme From Grand Theft Auto IV] – Michael Hunter
- Dirty New Yorker – Mobb Deep Feat. Havoc & Prodigy from H.N.I.C. Part 2 Sessions
- No Sex For Ben – The Rapture
- No Fraid A – Munga
- Where's My Money – Busta Rhymes
- I Want You – C.J.
- Rocky Mountain Way – Joe Walsh
- Stand Up Jamrock – Bob Marley & The Wailers and Damian Marley
- Liberty City: The Invasion – Seryoga
- Vagabond – Greenskeepers
- On A Journey – Electrik Funk
- Nickname – Qadir
- Holy Thursday – David Axelrod

### Dodatki
Do gry został wydany dodatek Grand Theft Auto IV: The Lost and Damned oraz Grand Theft Auto: The Ballad of Gay Tony. Dostępne są one przez Xbox Live, Games for Windows – Live, PlayStation Network, Steam oraz płytach. Od grudnia 2009 obydwa dodatki dostępne są jako Grand Theft Auto: Episodes from Liberty City, które nie wymagają podstawowej wersji gry. Od 14 kwietnia 2010 dodatek Grand Theft Auto: Episodes from Liberty City dostępny jest także na PC i PlayStation 3. Do dodatków z płyty nie jest potrzebna podstawowa wersja gry. Dodatki dostępne są również w zestawie z grą nazwanym Grand Theft Auto IV: Complete Edition.

### Wersja na PC
6 sierpnia 2008 Sam Houser z Rockstar Games potwierdził oficjalnie GTA IV w wersji na PC. Wersja ta ukazała się 2 grudnia 2008 w Ameryce i 3 grudnia 2008 w Europie. Twórcy przypisali GTA IV PC usługę Games for Windows Live, co było swego czasu bardzo krytykowane wśród odbiorców produktu ze względu na marną jakość usługi. Port ten jest znany z bardzo niedopracowanej optymalizacji i braku wielu funkcji oraz efektów graficznych znanych z wersji konsolowych. 19 marca 2020 roku na platformie Steam oraz Rockstar Games Launcher ukazała się edycja "The Complete Edition", która łączyła wersję podstawową gry z jej dodatkami w jeden produkt (taka opcja była przedtem ekskluzywna jedynie dla wersji konsolowych oraz kopii kupionych bezpośrednio w dystrybucji cyfrowej za pośrednictwem Games for Windows Live). Edycja ta także została poddana krytyce fanów, którzy zarzucali tej wersji wycięcie połowy utworów muzycznych znanych z oryginału i zastąpienie ich gorszymi utworami, a także wycięcie trzech stacji radiowych, ekskluzywnych dla dodatków (które zostały w późniejszym czasie przywrócone), wycięcie trybu Multiplayer, co było bezpośrednio związane z wycięciem usługi Games for Windows Live ze względu na jej problematyczność oraz fakt, iż została ona zamknięta przez firmę Microsoft 1 lipca 2014, co uniemożliwiło dalsze generowanie kodów aktywacyjnych, a także wprowadzenie większej ilości błędów oraz zmniejszenie kompatybilności z fanowskimi modyfikacjami, w porównaniu do poprzednich wersji. Niektórym także nie spodobał się fakt, iż stacje radiowe z podstawowej kampanii oraz kampanii dodatków fabularnych zostały połączone, co zaburzało ogólny odbiór podstawowej kampanii, gdyż ta różniła się diametralnie wydźwiękiem oraz atmosferą. Edycja ta także otrzymała pochwały za darmowe uzupełnienie kolekcji o dodatki, w przypadku posiadania jedynie podstawowej edycji gry lub kampanię podstawową, w przypadku posiadania jedynie dodatków oraz możliwość darmowego przekształcenia pudełkowego wydania podstawowej kopii gry lub dodatków w "The Complete Edition" za pomocą klucza aktywacyjnego, dołączonego do tychże wydań i usługi Rockstar Games Launcher.